# Premi Crims de Tinta
El Premi Crims de Tinta és un premi literari que s'atorga anualment des de 2008 a les novel·les de gènere negre, policíac o d'intriga escrites originalment en català. Va ser instituït l'any 2008 pel Departament d'Interior de la Generalitat de Catalunya, tot coincidint amb els objectius següents:
- commemorar els 25 anys de la Llei de creació del cos de Mossos d'Esquadra;
- celebrar la culminació del seu desplegament territorial;
- fomentar la creativitat literària en llengua catalana en aquells gèneres que tracten de temàtiques relacionades amb els àmbits competencials del Departament;
- aprofundir en la integració social dels fets policials, i apropar la cultura i la policia.

Actualment el premi l'organitza BCNegra en col·laboració amb RBA-La Magrana, i la dotació econòmica del guanyador o guanyadora és de 5.000 euros.

## Llista de premiats
| Edició | Any  | Obra guanyadora         | Autor              |
| ------ | ---- | ----------------------- | ------------------ |
| 1a     | 2008 | La mala dona            | Marc Pastor        |
| 2a     | 2009 | Negres tempestes        | Teresa Solana      |
| 3a     | 2010 | La solitud de Patrícia  | Carles Quílez      |
| 4a     | 2011 | Quan la nit mata el dia | Agustí Vehí        |
| 5a     | 2012 | Societat negra          | Andreu Martín      |
|        | 2013 |                         |                    |
|        | 2014 |                         |                    |
| 6a     | 2015 | Puta pasta              | Emili Bayo         |
| 7a     | 2016 | Tota la veritat         | Núria Cadenes      |
| 8a     | 2017 | Temps de rates          | Marc Moreno        |
| 9a     | 2018 | Wad-Ras                 | Joan Miquel Capell |
| 10a    | 2019 | Purgatori               | David Marín        |